# Pseudanthias kashiwae
Pseudanthias kashiwae es una especie de peces de la familia Serranidae en el orden de los Perciformes.

## Morfología
• Los machos pueden llegar alcanzar los 11 cm de longitud total.

## Hábitat
Es un pez  de mar de clima tropical y asociado a los  arrecifes de coral que vive entre 10-30 m de profundidad.

## Distribución geográfica
Se encuentra desde Mauricio  y las Maldivas  hasta el sur de Japón y Papúa Nueva Guinea